# Bibliothèque municipale de Châtillon-sur-Seine
La bibliothèque municipale de Châtillon-sur-Seine, en Côte-d'Or, a été créée en 1797 à partir des archives des communautés religieuses locales supprimées en 1790 par la Révolution. Son fonds enrichi au XIXe siècle est actuellement déposé à la médiathèque de cette ville ; il comptait 23 000 livres en 2021. Ses conservateurs et bibliothécaires sont presque tous également conservateur du musée archéologique devenu musée du Pays châtillonnais.

## Localisation
Depuis 2022, les fonds de la bibliothèque municipale se trouvent 15 rue Marmont à Châtillon-sur-Seine.

## Histoire
Les ouvrages et objets archéologiques lapidaires, objets de fouille de la bibliothèque communale puis municipale de Châtillon-sur-Seine ont successivement été conservés :
- de 1790 à 1797 : à l'ancien couvent des Capucins[1] ;
- de 1820 à 1830 : au 2e étage de l'ancien couvent des Bénédictines, devenu à partir de 1820 sous-préfecture et hôtel de ville ;
- 1830 à 1947 : à l'ancien collège, rue Dr Bourée ;
- de 1947 à 2021 : à l'ancien auditoire royal ;
- depuis 2022 : à la médiathèque municipale.

### La bibliothèque de prêt
La bibliothèque municipale n'offrant que des consultations sur place, en 1982, un groupe de bénévoles sous la présidence de  Maria Maurage a créé une association Bibliothèque pour tous pour le prêt de livre. Un fonds de 3 000 volumes porté à 9 500 par acquisitions successives a été dispersé par dons lors de la fermeture de la bibliothèque pour tous le 31 décembre 2020, faute de relève au bénévolat.
En 1983 une bibliothèque de prêt pour les enfants et la jeunesse est créée dans le cadre de la Maison des jeunes et de la culture (2 000 volumes), elle est transférée à la bibliothèque municipale en 1989.
Dans les années 1990 la bibliothèque jusqu'alors réservée à des chercheurs s'ouvre au grand public et diversifie ses activités culturelles. En 2002, 16 000 ouvrages sont mis à la disposition du public, et elle se tourne spécialement vers les enfants et la jeunesse.

## Les collections
Le fonds ancien est une source d'information reconnue sur la vie religieuse et les abbayes locales sous l'ancien régime et sur le maréchal Marmont.
V. Croix (1887) décrit ainsi la bibliothèque de Châtillon-sur-Seine dans le Catalogue général des manuscrits des bibliothèques publiques de France : « riche d'environ 15 500 volumes, qui proviennent des communautés religieuses supprimées au moment de la Révolution, Cordeliers (126 titres), Feuillants (70 titres), chanoines de Notre-Dame de la ville, etc. abbayes Notre-Dame de Molesme (1232 titres), Saint Pierre et Saint Paul de Pothières (237 titres) et Chartreuse de Lugny (681 titres), ne possède que 32 manuscrits, la plupart sans aucune importance. Méritent seuls d'être signalés à l'attention les papiers du maréchal Marmont, duc de Raguse, qui était originaire de Châtillon-sur-Seine ».
Les manuscrits 6 et 7 sont mentionnés pour documenter l'abbaye de Flavigny-sur Ozerain, dont un cartulaire de référence corrigé par Dom Plancher (on y conserve aussi une histoire de la même abbaye).    
Le manuscrit Historica descriptio abbatialis Ecclesiæ B. Mariæ de castellione ad Sequanam du père Hocmelle (??- Troyes 1730) donne d'abondantes informations sur Saint Bernard et les écoles de Châtillon-sur-Seine. La bibliothèque le doit à Nicolas Bourceret (érudit local, ??-1822). « Ce manuscrit a été annoté par le donateur ».    
Il existe également à la bibliothèque de Châtillon-sur-Seine, un ouvrage consacré à la généalogie de la maison de Clugny (Dijon 1721 et Amsterdam 1724).   

Les documents relatifs au maréchal Marmont ( Châtillon-sur-Seine 1774 - Venise1852 ) ont servi de sources à la publication par C. Courtois (1935) d'un Initiatives intellectuelles et sociales du maréchal Marmont. 

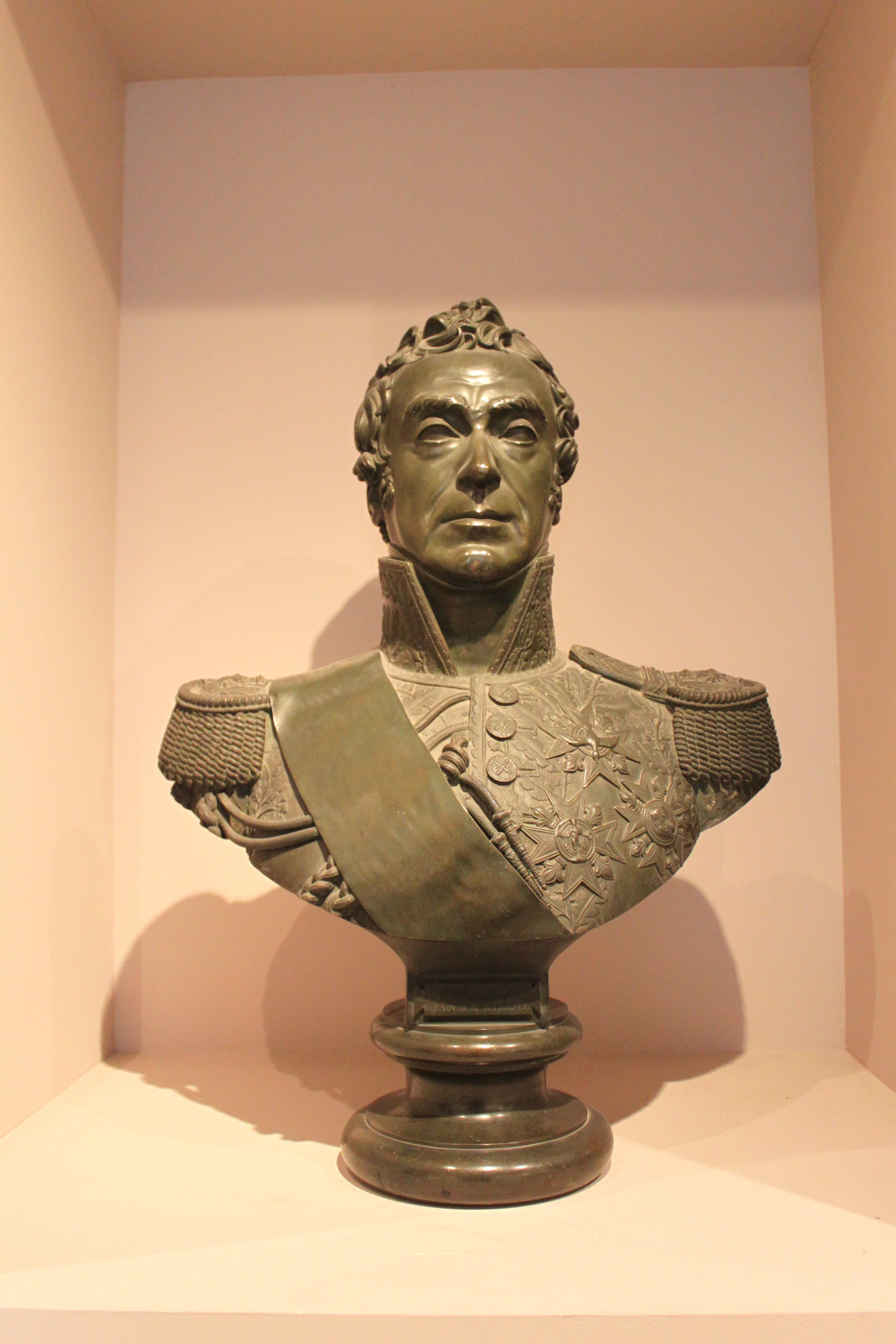
Musée du Pays Chatillonnais: buste de Marmont

Une copie de l'épitaphe de Thierry de Roussillon, fils de Girart de Roussillon, est gravée sur un fragment de marbre provenant de Pothières.
Michel Lagrange, écrivain, poète, professeur agrégé au lycée Désiré Nisard a légué ses cahiers (20 000 pages) et dessins à la bibliothèque en 2019.

### Numérisation
Medium (Répertoire des manuscrits reproduits ou recensés) et le Centre national de la recherche scientifique (CNRS) ont mis en ligne le microfilm de 3 manuscrits : Histoire et cartulaire de l'abbaye N.D. de Châtillon-sur-Seine, la copie du Cartulaire de l'abbaye S.Pierre de Flavigny et le manuscrit de François Hocmelle.
Il existe des versions papier du catalogue des manuscrits dont la plus ancienne est celle de Virgile Croix. Le catalogage informatisé avec cote méthodique du fonds des 20 000 ouvrages anciens a été confié à l'entreprise AureXus en 2021, en revanche il n'y a pas de projet de numérisation du fonds ancien.

## Les conservateurs et bibliothécaires
Des personnalités locales et de nombreux donateurs ont largement contribué au développement de la bibliothèque qui est au XIe siècle le centre du monde savant et des progrès dans la découverte du riche passé archéologique local. La mémoire des conservateurs ci-dessous est conservée :
- 1793-1797 M. Clery, 1797 M. Humbert-Bazile (installe le fonds ancien au Couvent des Carmélites en 1797, et évite son transport à Dijon), 1807-1814 Vorles Michâteau (en 1812 le premier catalogue est terminé), 1815 abbé Louis Mary, 1815-1819 M. Bourcelet ;
- 1819-1852. Docteur Jean-Baptiste Honoré Bourée (Flavigny 1777- Châtillon 1852)[18], conservateur, correspondant de la Société royale des Antiquaires de France, auteur d'un Mémoire sur les monuments celtiques découverts dans l'arrondissement de Châtillon-sur-Seine (1830)[19], (la Bibliothèque comptait alors 5 000 volumes)[20]. Notice biographique parue dans le Bulletin de la Société des sciences historiques et naturelles de l'Yonne, Auxerre, vol 6, 1851[21]. Il porte la collection à 8 792 volumes[22] consacrant sa rémunération de bibliothécaire aux acquisitions. Il a aussi dirigé le Musée de Châtillon[23]. Un nouveau catalogue est terminé en 1848[3].exlibris du Dr Bourrée, premier conservateur  ;

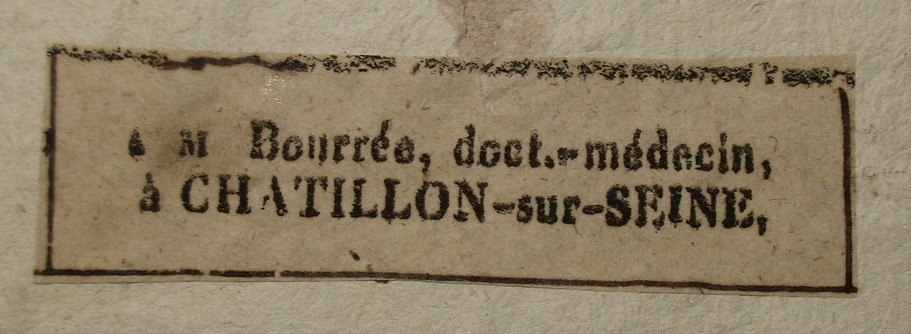
exlibris du Dr Bourrée, premier conservateur

- 1852-1867. Ignace Chaillier, régent de philosophie au collège de Châtillon, nommé conservateur-adjoint en 1825[24], pendant sa longue présence à la Bibliothèque il porte la collection à 13997 volumes en 1852[25] et reçoit en 1853 Le leg Duc de Raguse (Maréchal Marmont). Il est le créateur du Musée de Châtillon-sur-Seine en 1835[1] qu'il enrichira des objets romains, monnaies, poteries, etc. découverts à Vix[26]. La Bibliothèque recevait à cette époque les objets de fouille, par exemple en 1864, divers bijoux et le bassin de bronze avec trépied de Sainte-Colombe (Tumulus de la Garenne, aux Mousselots) ont été déposés à la Bibliothèque[27] et c'est le bibliothécaire Chaillier qui est le correspondant de la Commission des antiquités du département[28] ;
- 1867-1879 Charles Ronot (artiste peintre, École de Dessin et d'Ornement, directeur de l’école des beaux-arts de Dijon en 1880) bibliothécaire années 1870-1880[29] la bibliothèque compte 16 700 volumes et 10 000 manuscrits en 1873[3],[30]. En 1889, Arthur Leroy, député de la Côte d'Or est élu membre du Comité d'inspection et d'achat de livres aux côtés de Louis Cailletet membre de l'Institut[31] ;
- 1879-1906. Virgile Croix, 1907-1909 Félix Truchot, 1910-1919 M Chiquel ;
- 1921-1923. Ernest Devillard (Mussy sur Seine 1853 - Châtillon 1938), professeur agrégé au Lycée Montaigne de 1884 à 1925, réside à Paris et à Châtillon[32], bibliothécaire municipal de Châtillon sur Seine (1924-??)[33],[34]. Il rédige avec J. Lagorgette un catalogue (catalogue Devillard-Lagorgette en 2 vol.[35]) et publie La Famille de Marmont, Clothilde Hélène Victoire Chappron mère du maréchal (Le Châtillonnais et l'Auxois - 1938)[36] ;
- 1923-1942. Jean Lagorgette[37] (1881-1942[38]), vice-président puis président de la Société archéologique et historique du Châtillonnais[39],[40], est conservateur de la bibliothèque et du musée de Châtillon-sur-Seine a publié : Figurations, animales et humaines du premier âge du fer (1938) suite aux fouilles et aux découvertes qu'il a conduites au mont Lassois à Vix[41]. Cette période voit la collection croitre par de nombreux dons privés et publics dont (1934) 53 cartons, 4 000 espèces de l'Herbier de France donné par Mme veuve  Magdelaine de Vanvey collectées par son mari[42] ;
- 1942 Fernand Legent, 1948-1957 R. Joffroy, 1958-1983 R. Paris, 1983-1988 Aline Thomson, 1988-2018 Annick Gueneau[43], 2019- Sarah Kennel-Thiriot.Le Manuscrit de François Hocmelle cote n°5 - lettre d'envoi datée du 23 juillet 1723 - chanoine à l'abbaye Notre-Dame de Chatillon (Irth.Cnrs)[15].

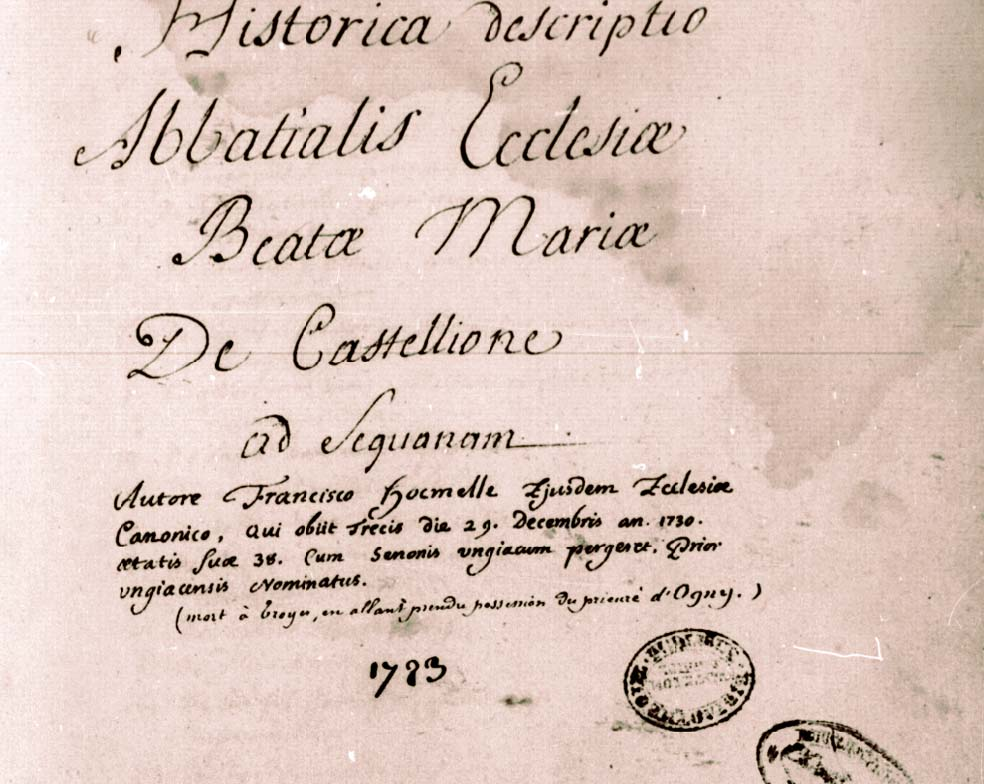
Le Manuscrit de François Hocmelle cote n°5 - lettre d'envoi datée du 23 juillet 1723 - chanoine à l'abbaye Notre-Dame de Chatillon (Irth.Cnrs)

## Anthologie
- Geneviève Gille, Les archives privées, Revue historique, Paris, Presses Universitaires de France. 1965[44]

« Il convient de reprendre la remarque que nous avons faite à propos 
des dépôts d'archives. Cette remarque s'applique aussi bien aux bibliothèques publiques qu'aux sociétés savantes par exemple. Tel fonds d'intérêt national peut fort bien se trouver dans une petite bibliothèque locale près de laquelle était située la maison de campagne du propriétaire du fonds citons le cas des archives du maréchal Marmont à la Bibliothèque de Châtillon-sur-Seine. On en pourrait trouver bien d'autres. »

- Robert Robert et Gaston Derys. Petit dictionnaire à l'usage des gens de gout. Paris-Soir, 24 aout 1930[45]. (La macreuse est un oiseau polaire, et l'origine de la légende n'est pas sourcée[46])

« Article Animelles - Les animelles sont un mets composé avec de testicules d'animaux, particulièrement de bélier. Le grand des Garèts-Roux prétend, dans ses curieux Mémoires inédits, dont le manuscrit conservé à la Bibliothèque de Châtillon-sur-Seine, que Mme de Pompadour, à qui son royal amant reprochait d'être froide comme une macreuse, en faisait une consommation exagérée. »